# Norman Cota
El major general Norman Daniel "Dutch" Cota, Sr. (30 de maig de 1893 - 4 d'octubre de 1971) fou un oficial de l'Exèrcit dels Estats Units que va lluitar durant la Segona Guerra Mundial. Cota va estar fortament involucrat en la planificació i execució de la invasió aliada de Normandia, el juny de 1944, nom clau "operació Neptú" i la posterior batalla de Normandia. És famós per reunir tropes desmoralitzades a la platja Omaha el dia D , pel fet de lluitar amb elles i dirigir personalment la seva primera sortida amb èxit, per la qual va ser guardonat amb la Creu del Servei Distingit.

## Biografia

### Vida primerenca i carrera militar
Cota va néixer a Chelsea (Massachusetts), fill de George William Cota, antic telegràfic del ferrocarril (després comerciant) i Jessie H. Mason, professora de l'escola que immigrant croata.Va assistir a l'Acadèmia Worcester durant tres anys a partir de la tardor de 1910. Mentre jugava a futbol allà, els seus companys li van sobrenomenar "Dutch" ("holandès"), i el nom li va quedar clar, encara que els seus orígens van quedar poc clars.
Al juny de 1913, va ser acceptat a l'Acadèmia Militar dels Estats Units (USMA) a West Point, Nova York . Ell i la resta de la seva classe es van graduar set setmanes abans del previst, el 20 d'abril de 1917, a causa de l' entrada nord-americana a la Primera Guerra Mundial. Entre els seus companys de classe figuraven Matthew Ridgway, J. Lawton Collins, Mark W. Clark, Ernest N. Harmon, Laurence B. Keiser, Bryant Moore, Charles H. Gerhardt, Frederick Augustus Irving i William Kelly Harrison, Jr., tots els quals arribarien a ser oficials generals. Cota (promoció de 1917 de West Point) i Dwight D. Eisenhower (promoció de 1915 de West Point) van conèixer-se mentre jugaven a futbol a West Point. Es van convertir i es van mantenir bons amics.
Cota va ser comissionat com a segon tinent a la branca  d'infanteria de l'exèrcit dels Estats Units i el seu primer destí va ser amb el 22è regiment d'infanteria . A causa de l'esclat de la guerra, Cota va ser promogut ràpidament a primer tinent, i després a capità després d'uns pocs mesos. Quan només havia acumulat 18 mesos de servei actiu, ja era major. Va ser assignat per convertir-se en instructor a la USMA poc abans de finalitzar la guerra , l'11 de novembre de 1918, allí va servir fins al 1920.

### Període d'entreguerres
El 1919, l'exèrcit en temps de pau va patir una "reducció massiva" i es va reduir en rang a capità. Mentre que era l'oficial de correus a Langley Field , Virginia , el 1922, va ser responsable personal quan li van robar 43.000 dòlars. Va fer una crida al Congrés perquè l'absolgués d'haver de pagar personalment els diners robats.
Posteriorment va servir a Hawaii (1924–1928) i es va graduar a l' Acadèmia General de Comandament i Estat Major (CGSC) a Fort Leavenworth , Kansas el juny de 1931. La seva tesi "Estudi de les disposicions de la 19a divisió turca el la nit del 24 al 25 d'abril i les seves operacions per incloure la nit del 27 al 28 d'abril" tractava sobre la campanya de Gal·lípoli a la Primera Guerra Mundial. Va ser instructor a l'Escola d'Infanteria de l'Exèrcit dels Estats Units (1932-1933) i es va graduar a l'Acadèmia de Guerra de l'Exèrcit dels Estats Units el1936.Va ser instructor de l'Escola General de Comandament i de l'Estat Major dels Estats Units (1938–1940).Després es va convertir en l'oficial executiu (XO) del 16è Regiment d'Infanteria.a  Fort Jay, Governors Island, Nova York.

### Segona Guerra Mundial
Amb l'esclat de la Segona Guerra Mundial , va ser oficial G-2 (Intel·ligència) i després oficial G-3 (Plans i Entrenaments) de la 1a Divisió d'Infanteria  des de març de 1941 fins a juny de 1942. El juny de 1942, va ser ascendit a cap d'estat major de la divisió, càrrec que va ocupar fins al febrer de 1943.
El febrer de 1943, just després de la seva implicació en la invasió aliada del nord d'Àfrica, sota el comandament del major general Terry Allen, va preparar un informe que incloïa revisions a l'organització de tasques de les divisions d'assalt i es van adoptar les seves recomanacions durant els preparatius per a l'operació Husky, el nom en nom de la invasió aliada de Sicília.Va ser promogut al rang de brigadier general i va ser enviat ràpidament al Regne Unit, on va exercir com a assessor nord-americà de la divisió d'operacions combinades del Teatre Europeu d'Operacions. En aquesta capacitat, Cota va ajudar a supervisar l'entrenament per a operacions de desembarcament amfíbis.
Com a assessor principal de l'Operació Overlord, se'l va fer comandant de divisió adjunt de la 29a Divisió d'Infanteria, que va ser designada per desembarcar a la platja Omaha durant el desembarcament de Normandia. La 29a Divisió, una divisió originària de la Guàrdia Nacional anomenada la "blau i gris", estava comanadada pel seu company de classe a West Point, el major general Charles H. Gerhardt. Durant la planificació del Dia D , es va oposar als desembarcaments del dia, creient que un assalt abans de l'alba seria una millor possibilitat d'èxit. Un any abans de la invasió, a la Conferència sobre els Atacs de desembarcament, Cota havia defensat a favor de lluitar per una sorpresa tàctica:
| « | ... Es concedeix que serà impossible assolir la sorpresa estratègica. La sorpresa tàctica és, però, una altra cosa ... La sorpresa tàctica és un dels factors més poderosos per determinar l'èxit. Per tant, afavoreixo el desembarcament nocturn. No crec que l'assalt del dia pugui tenir èxit. | » |

Cota no estava sol a la seva oposició. El Major General Leonard T. Gerow, comandant del V Cos, i l'almirall John L. Hall, Jr., comandant de la Força Amfibia "O" (la força naval responsable de portar la 1a Divisió d'Infanteria a la platja), tots dos van lluitar per canviar el pla d'Operació Overlord, demanant un assalt nocturn.
Tanmateix, l'alt comandament va decidir el contrari, arribant a la conclusió que el bombardeig naval i aeri neutralitzaria, o en el millor dels casos, eliminaria l'oposició enemiga. El pla per a Omaha exigia fonamentalment llançar infanteria directament contra una posició enemiga preparada, una posició que es va veure millorada per la forma còncava de la platja (promovent efectivament el foc creuat enemic a la "conca" de la concavitat), obstacles naturals i creats per l'home, el mal temps i altres factors.
La majoria dels comandants del Dia D van assegurar als seus homes que els alemanys serien aniquilats pel poder de foc previ a la invasió dels aliats i que els defensors estaven, en tot cas, en inferioritat numèrica, sense experiència i desmoralitzats. Totes aquestes creences s'haurien de demostrar imprecisament. A la tarda del 5 de juny, Cota va fer una valoració precisa als homes de la 29a Divisió d'Infanteria:
| « | Això és diferent dels altres exercicis que heu fet fins ara. Les escasses discrepàncies que hem intentat corregir a Slapton Sands es veuran magnificades i donaran pas a incidents que al principi podreu considerar caòtics... Trobareu confusió. Les embarcacions de desembarcament no aniran d'acord amb la programació i sereu desembarcats al lloc equivocat. Alguns no seran desembarcats en absolut... Hem d'improvisar, continuar, no perdre el cap. | » |

Mentre que Cota tenia una visió del pla molt menys optimista que l'alt comandament, fins i tot va subratllar l'extensió de la catàstrofe propera que esperava al V Cos (compost per la 29a Divisió d'Infanteria i la famosa "Big Red One", la 1a Divisió d'Infanteria) a la Platja Omaha.
Cota va desembarcar amb una part del 116è Regiment d'Infanteria, part de la 29a Divisió, a la segona onada, aproximadament una hora després de l'Hora-Hal sector d'Omaha conegut com a “Dog White”. La seva embarcació de desembarcament LCVP va ser sotmesa a un fort foc de metralladores, així com de morter i artilleria; tres soldats van morir immediatament després de conduir el desembarcament.
Cota va ser un dels oficials més alts de la platja aquell dia. Després de desembarcar a la platja, va reunir personalment els seus supervivents atordits i obstruïts per obrir una de les primeres sortides de vehicles a la platja. Cota i els seus homes van avançar cap al dic, on van utilitzar torpedes Bangalore i talladors de filferro per sortir. Després van destruir un niu de metralladores, després de les quals van fer un avenç a la platja d'Omaha.  Dues cites que va parlar Cota durant els combats inicials es van fer famoses:
- En una reunió amb Max Schneider, comandant del 5è Batalló Ranger, Cota va preguntar "Quin uniforme és aquest?" Algú va cridar: "5è Rangers!" En un esforç per inspirar els homes de Schneider a sortir de la coberta del parament marítim i avançar a través d'una escletxa, Cota va respondre: "Bé, Déu, maleït, si sou Rangers, aixequeu-vos i obriu el camí!" [6] "Els Rangers obren el camí" es van convertir en el lema dels Rangers de l'Exèrcit dels Estats Units.[14]
- També se li va acreditar que va dirigir tranquil·lament a les seves tropes amb la declaració "Senyors, ens estan matant a les platges. Anem a l'interior i que ens matin"[15]

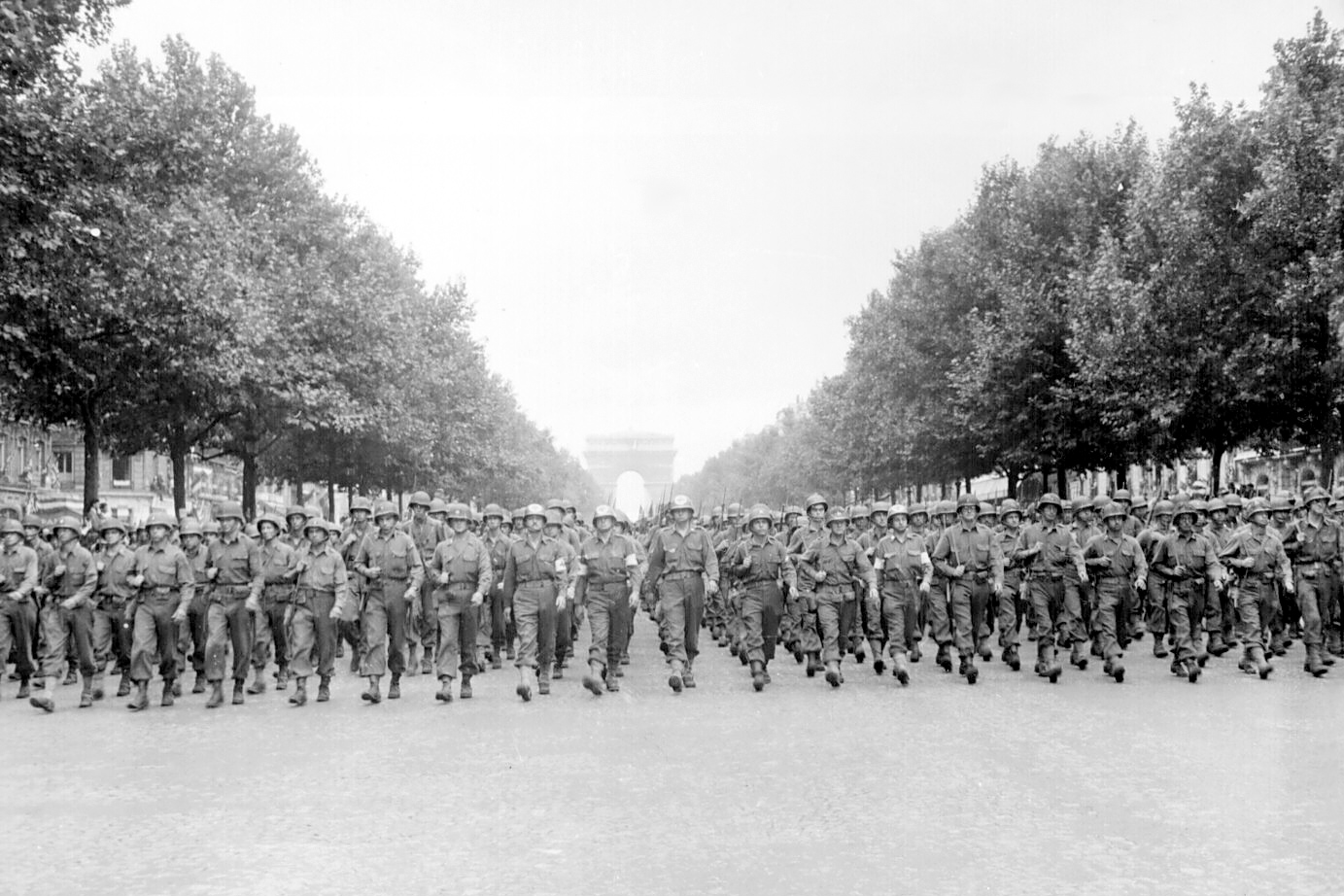
Homes de la 28a Divisió d'Infanteria marxen pels Champs Elysees, París,

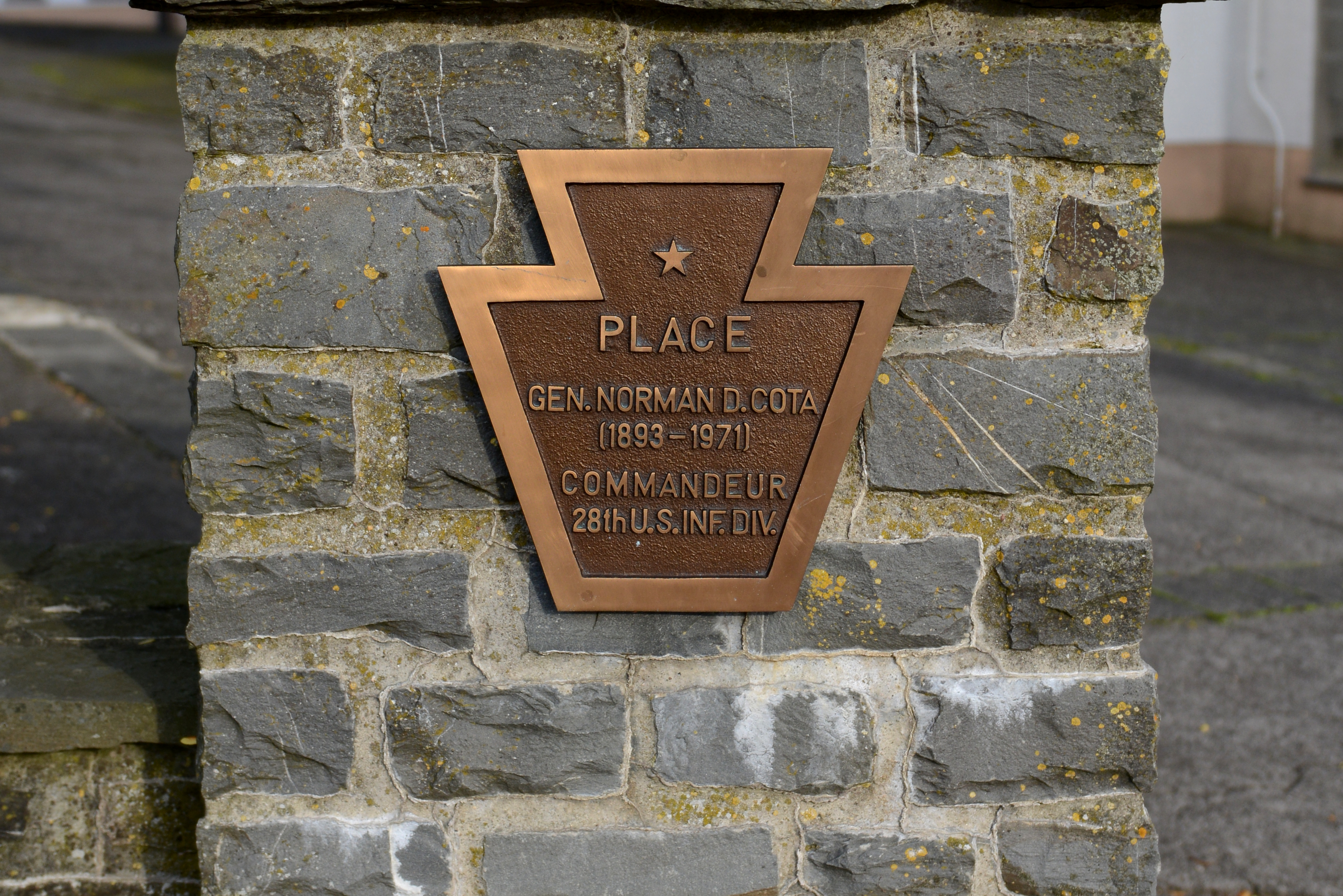
Plaça Norman Cota a Bourscheid, Luxembourg.

Amb la costa de Normandia finalment assegurada, les forces aliades van avançar cap a París . El 14 d'agost de 1944, Cota va ser rellevat com a comandant de divisió adjunt per Leroy H. Watson i assignat per comandar la 28a divisió d'infanteria, succeint al general de brigada James Edward Wharton, que havia estat mort en acció. Després d'intentar atrapar els alemanys que es van retirar a Le Neubourg i Elbeuf al riu Sena, Cota i la 28a Divisió van ser assignats per representar l'exèrcit dels Estats Units a la desfilada que celebrava l'alliberament de París. Més tard aquell any, mentre estava al camp, va ser ascendit a major general.
Com a general comandant de la 28a Divisió d'Infanteria, la divisió del major general Cota va estar involucrada en la batalla del bosc de Hürtgen, concebuda pel tinent general Omar Bradley, comandant del 12è Grup d'Exèrcits, com a assalt directe a les posicions alemanyes establertes a la regió extremadament boscosa. posicions que afavorien significativament els defensors. Cota no es va complaure amb l'ordre d'operacions que li van donar. Li exigia enviar tres regiments en camins divergents a tres objectius diferents. A més, la seva divisió seria l'única unitat que atacà un front de 240 km. El seu superior immediat, el comandant del V Cos, el major general Leonard Gerow, va donar poc pes a les seves queixes.
Les empentes del nord i del sud van aconseguir poc. El regiment central, el 112a regiment d'infanteria, va capturar dos pobles i una ciutat, però finalment va ser expulsat per contraatacs alemanys. En un article escrit per al Centre Combinat de l'Exèrcit dels Estats Units, El tinent coronel (ret) Thomas Bradbeer va identificar "tres errors crucials" que va cometre Cota. Primer, ni ell ni el seu personal no van ordenar patrulles de reconeixement. En segon lloc, va seleccionar, sense veure'l, un sender extremadament estret com a principal ruta de subministrament de la divisió. Finalment, va optar per no emprar les unitats cuirassades addicionals que se li van donar en suport de la seva infanteria, creient que el terreny i el sistema de carreteres no eren adequats per al seu ús, mentre que bona part del bosc era de fet accessible. En lloc d'això, els tancs s'utilitzaven com a artilleria suplementària. A més, el tinent general Bradley va criticar que Cota continués al seu lloc de comandament, visitant el front només una vegada tard en els combats, moment en el qual ja havia perdut el control de la situació.
La divisió de Cota va patir grans pèrdues i no va aconseguir els seus objectius. La 28a Divisió d'Infanteria i les seves unitats adherides van patir 6.184 baixes; només el 112è Regiment va tenir 2.316 baixes d'una força total de 3.100 homes. Mentre Cota mantenia el comandament de la divisió fins al final de la guerra, durant la qual la va dirigir en la invasió d'Alemanya, havia perdut la seva reputació militar i la confiança dels seus superiors, malgrat que, abans del començament de operacions, havia manifestat preocupacions sobre el pla als mateixos superiors.

### Consell de guerra i execució d'Eddie Slovik
Cota també va revisar i aprovar la sentència de mort dictada per un consell de guerra del soldat Eddie Slovik, que va rebutjar combatre el 8 d'octubre de 1944 i va ser executat el 31 de gener de 1945. Cota va dir que l'execució, l'únic soldat estatunidenc que va ser executat per deserció des de la guerra civil nord-americana, van ser els "15 minuts més durs de la meva vida".

### Postguerra
Cota es va retirar de l'exèrcit el 30 de juny de 1946 com a major general. A l'agost, va ser contractat com a administrador de la zona One del War Assets Administration.
A finals dels anys cinquanta, va ser el director de defensa civil del comtat de Montgomery, Pennsilvània
Va morir a Wichita, Kansas, el 4 d'octubre de 1971, i està enterrat amb la seva dona Connie al cementiri de West Point, USMA, West Point, Nova York.

## Vida personal
Cota es va casar amb l'escriptora i professora Constance Martha "Connie" Alexandera l'Església Episcopaliana de l'Encarnació a la ciutat de Nova York l'1 de novembre de 1919.
Els Cota van ser pares de dos fills, Ann (23 d'octubre de 1920 - 31 d'agost de 1996), la primera nena nascuda a l'hospital cadet de West Pointi Norman Daniel "Dan" Cota Jr. (15 de desembre de 1921 - 18 de març de 1988). El fill de Cota va ser un pilot de caça del Cos Aeri dels Exèrcits dels Estats Units i va proporcionar reconeixement per a la 28a Divisió durant la batalla del bosc de Hürtgen.
Després de la mort de la seva primera esposa el 1969, l'octubre de 1970 Cota es va casar amb Alice Weeks-McCutcheon.

## Condecoracions
Cota va ser guardonat amb la Creu del Servei Distingit (DSC), l'orde del Servei Distingit (DSO) i l'Estrella de Plata pel seu heroisme a la platja Omaha. El mariscal de camp Sir Bernard L. Montgomery va fixar la DSO a Cota.Va rebre un Cor Porpra i una segona Estrella de Plata en l'atac a Saint-Lô.
Les condecoracions de Cota inclouen:
| Plantilla:Ribbon devices/alt                                                       | Creu del Servei Distingit                                                                                        |
| Plantilla:Ribbon devices/alt                                                       | Medalla del Servei Distingit a l'Exèrcit                                                                         |
| Bronze oak leaf cluster · Plantilla:Ribbon devices/alt                             | Estrella de Plata amb un manat de fulles de roure                                                                |
| Bronze oak leaf cluster · Plantilla:Ribbon devices/alt                             | Legió del Mèrit amb un manat de fulles de roure                                                                  |
| Bronze oak leaf cluster · Plantilla:Ribbon devices/alt                             | Estrella de Bronze amb un manat de fulles de roure                                                               |
|                                                                                    | Cor Porpra |
| Plantilla:Ribbon devices/alt                                                       | Medalla de la Victòria a la I Guerra Mundial                                                                     |
|                                                                                    | Medalla del Servei de Defensa Americana                                                                          |
|                                                                                    | Medalla de la Campanya Americana                                                                                 |
| Arrowhead · Silver star · Bronze star · Bronze star · Plantilla:Ribbon devices/alt | Medalla de la Campanya Europea-Africana-Orient Mitjà amb 7 estrelles de servei i una insígnia de Punta de fletxa |
|                                                                                    | Medalla de la Victòria a la II Guerra Mundial                                                                    |
| Plantilla:Ribbon devices/alt                                                       | Medalla de l'Exèrcit del Servei d'Ocupació                                                                       |
| Plantilla:Ribbon devices/alt                                                       | Orde del Servei Distingit (Regne Unit)                                                                           |
| Plantilla:Ribbon devices/alt                                                       | Oficial de la Legió d'Honor (França)                                                                             |
| Plantilla:Ribbon devices/alt                                                       | Creu de guerra 1939–1945 amb Palma (França)                                                                      |
| Plantilla:Ribbon devices/alt                                                       | Creu de guerra 1940–1945 amb Palma (Bèlgica)                                                                     |
| Plantilla:Ribbon devices/alt                                                       | Creu de Guerra (Luxemburg)                                                                                       |

## Promocions
| Insígnia       | Rang              | Component                          | Data                   |
| -------------- | ----------------- | ---------------------------------- | ---------------------- |
| Sense insígnia | Cadet             | Acadèmia Militar dels Estats Units | 14 de juny de 1913     |
|                | Tinent de 2a      | Exèrcit Regular                    | 20 d'abril de 1917     |
|                | Tinent de 1a      | Exèrcit Regular                    | 15 de maig de 1917     |
|                | Capità            | Exèrcit nacional                   | 5 d'agost de 1917      |
|                | Major             | Exèrcit Regular                    | 9 de setembre de 1918  |
|                | Capità            | Exèrcit Regular                    | 20 d'agost de 1919     |
|                | Major             | Exèrcit Regular                    | 1 de novembre de 1932  |
|                | Tinent coronel    | Exèrcit Regular                    | 1 de juliol de 1940    |
|                | Coronel           | Exèrcit dels Estats Units          | 11 de desembre de 1941 |
|                | Brigadier General | Exèrcit dels Estats Units          | 2 de febrer de 1943    |
|                | Major General     | Exèrcit dels Estats Units          | 4 de setembre de 1944  |
|                | Major General     | Exèrcit Regular, Retirat           | 30 de juny de 1946     |

## A la cultura popular
Cota és un personatge central de la pel·lícula El dia més llarg, un drama històric sobre els desembarcaments del Dia D. A la pel·lícula, Eddie Albert, que va interpretar al coronel Paul Thompson de la 6a Brigada d'Enginyers Especials, diu la cita de Cota "anem cap a l'interior". Robert Mitchum, que va interpretar a Cota, diu una altra cita en el seu diàleg, que en realitat es va atribuir al coronel George A. Taylor: "Només hi ha dos tipus de persones que estan en aquesta platja: les que ja estan mortes i les que han de morir. Ara deixeu-vos d'històries, sou la 29a."